# Plutella
Plutella (лат.) — род бабочек из семейства серпокрылые моли (Plutellidae).

## Распространение
Распространены повсеместно, главным образом в Голарктике, включая Арктические острова (Plutella polaris).

## Описание
Мелкие молевидные бабочки. Размах крыльев 1—2 см, окраска от серо-коричневого до тёмно-бурого. Голова покрыта плоскими чешуйками. Антенна простая, скапус и педицель отчётливые. Чешуйки на отдельных сегментах жгутика выражены. Лабиальный щупик из трёх сегментов; основной сегмент такой же длины, как и срединный, последний значительно длиннее срединного. Пучок чешуек на среднем сегменте длиннее сегмента. В переднем крыле жилка Sc достигает костального края раньше половины длины крыла. Птеростигма хорошо видна. В заднем крыле жилки М1 и М2 соединяются на коротком участке.
Гусеницы питаются на растениях семейства крестоцветные, сначала минируют, а потом свободно ползают на листьях.
К роду Plutella относится капустная моль (Plutella xylostella), вредитель крестоцветных культур.

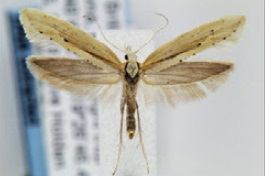
Plutella armoraciae
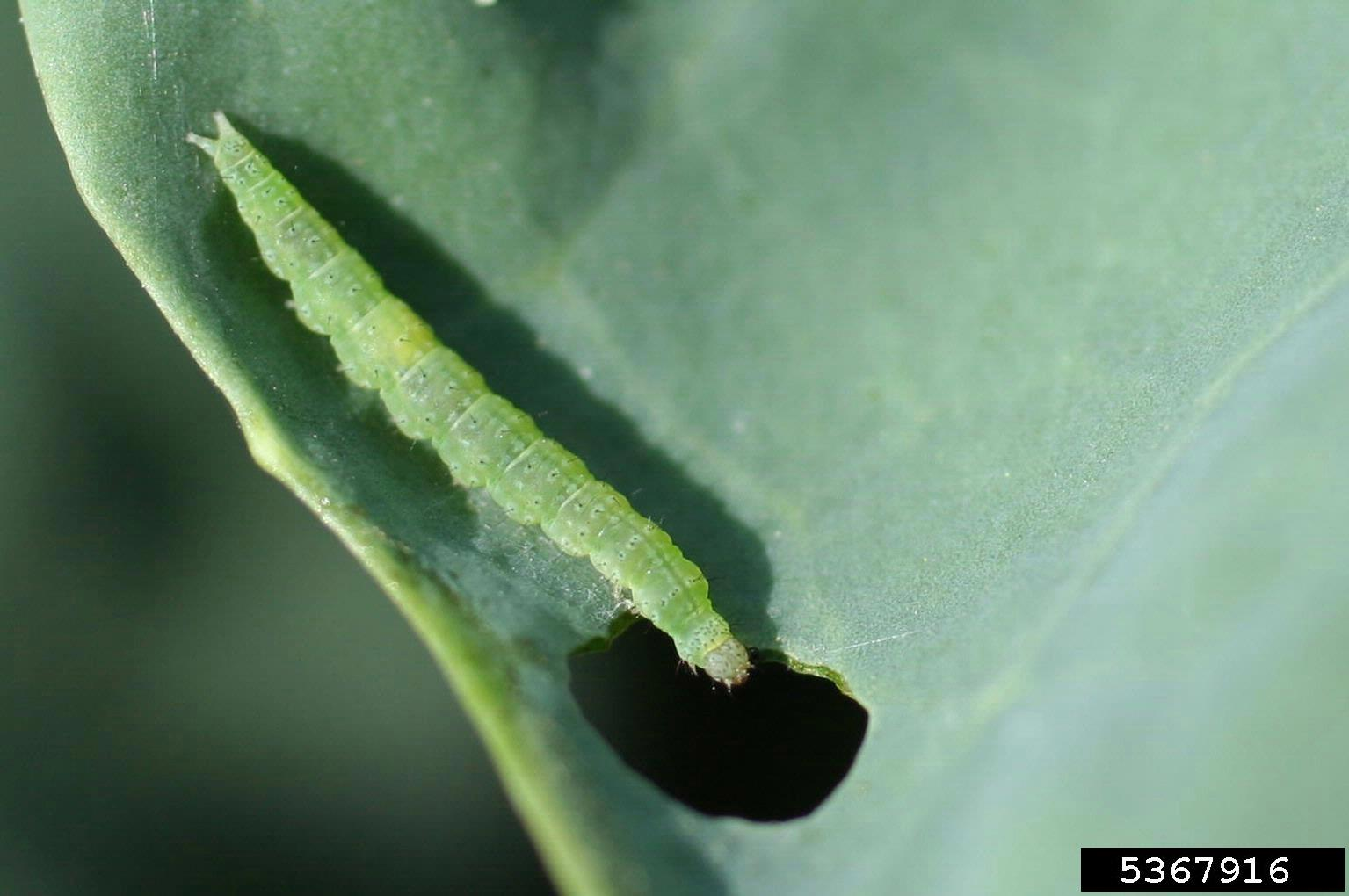
Гусеница Plutella xylostella
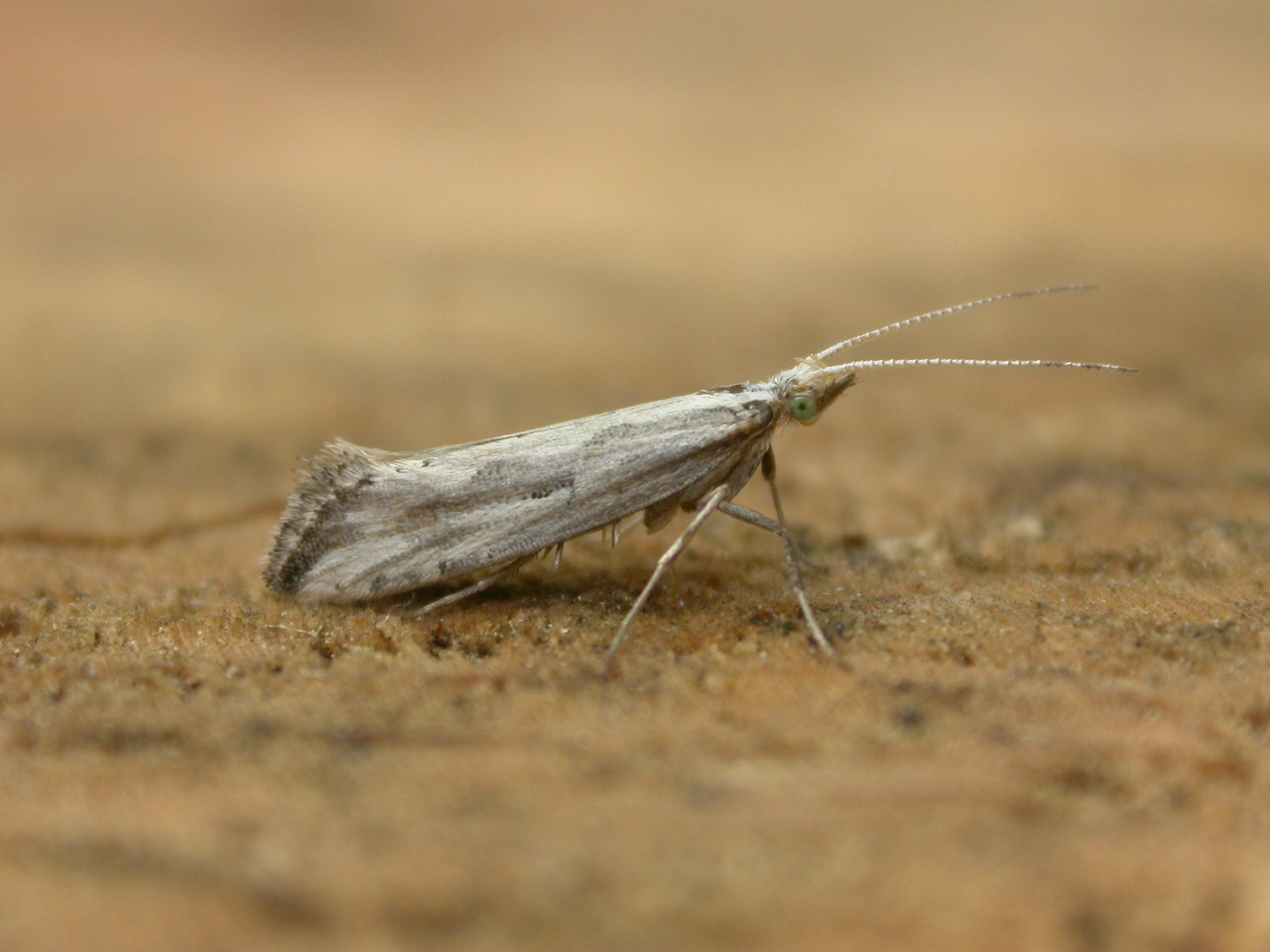
Plutella porrectella
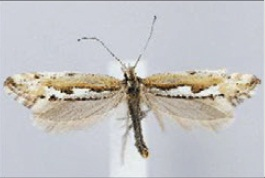
Plutella hyperboreella
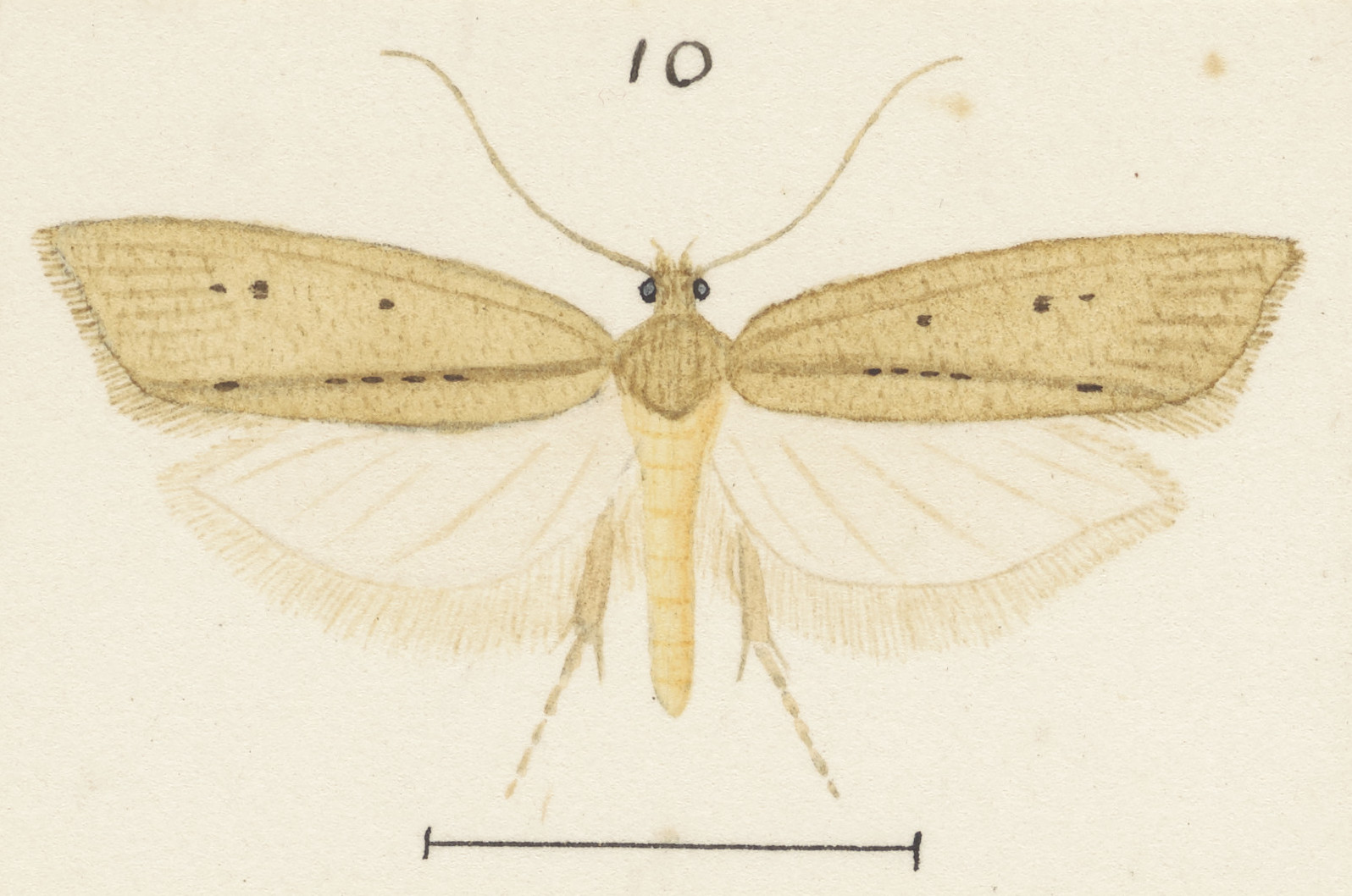
Plutella psammochroa

## Классификация
Состав рода разными авторами принимается в разном таксономическом объёме, от 2 видов (только номинативный подрод Plutella s.str., виды karsholtella и xylostella) до 30. В 2007 году были выделены отдельные таксоны (роды или подроды), Plutelloptera (angulivalva – geniatella – haasi – huemerella –  hyperboreella –  kyrkella –  mariae –  polaris) и Pseudoplutella (porrectella).
- Plutella acrodelta  Meyrick, 1931
- Plutella albidorsella  Walsingham, 1881
- Plutella angulivalva  Nel & Varenne, 2019[8]
- Plutella antiphona Meyrick, 1901
- Plutella armoraciae  Busck, 1912
- Plutella australiana Landry & Hebert, 2013[9]
- Plutella bicingulata Zeller, 1839 (→Rhigognostis annulatella)[10]
- Plutella capparidis  Swezey, 1920
- Plutella culminata  Meyrick, 1931
- Plutella deltodoma  Meyrick, 1931
- Plutella diluta  Meyrick, 1931
- Plutella dammersi Busck, 1934
- Plutella erysiphaea Meyrick, 1938 [11]
- Plutella geniatella  Zeller, 1839
- Plutella haasi  Staudinger, 1883
- Plutella horticola Tengström, 1848  (→Rhigognostis schmaltzella)[10]
- Plutella hyperboreella  Strand, 1902
- Plutella immaculicornella Guenée, 1845  (→Rhigognostis schmaltzella)[10]
- Plutella incarnatella F. Steudel, 1873  (→Rhigognostis incarnatella)[10]
- Plutella interrupta
- Plutella kahakaha Sattler & Robinson, 2001[12]
- Plutella mariae  Rebel, 1823
- Plutella marmorosella Wocke, 1849  (→Rhigognostis marmorosella)[10][13]
- Plutella nephelaegis  Meyrick, 1931
- Plutella noholio Sattler & Robinson, 2001[12]
- Plutella notabilis  Busck, 1904[14]
- Plutella omissa  Walsingham, 1889
- Plutella polaris  Zeller, 1880
- Plutella porrectella  (Linnaeus, 1758)
- Plutella poulella Busck, 1904
- Plutella psammochroa  Meyrick, 1885
- Plutella rectivittella  Zeller, 1877
- Plutella schmaltzella Zetterstedt, 1839  (→Rhigognostis marmorosella)[10]
- Plutella senilella Zetterstedt, 1839  (→Rhigognostis senilella)[10][13]
- Plutella vanella (Walsingham, 1881)  (→Eidophasia vanella)
- Plutella xylostella  (Linnaeus, 1758)typus
  - =Plutella karsholtella  Baraniak, 2003  (син.[9])